# Vega del Guadalquivir
La Vega del Guadalquivir és una comarca situada a la província de Sevilla, a Andalusia.
És formada pels municipis limítrofs al riu Guadalquivir fins a la seva arribada a la comarca Metropolitana de Sevilla. Comprèn els municipis d'Alcalá del Río, Alcolea del Río, Brenes, Burguillos, Cantillana, La Algaba, Lora del Río, Peñaflor, Tocina, Villanueva del Río y Minas i Villaverde del Río.
Limita a l'est amb la província de Còrdova, al sud amb la Campiña de Carmona i la comarca Metropolitana de Sevilla, i a l'oest i nord amb la Sierra Norte de Sevilla.